# Мадейский-Порай, Станислав
Станислав Мадейский-Порай (пол. Stanisław Jerzy Madeyski, нем. Stanislaus Madeyski von Poraj; 24 апреля 1841, Сенява, ныне Польша — 19 июня 1910, Вели-Лошинь, ныне Хорватия) — австрийский государственный деятель.
Изучал право в Кракове и Лемберге, с 1864 г. на государственной службе. C 1886 г. профессор австрийского гражданского права в Краковском университете, в 1891—1892 гг. его ректор. Был также членом рейхсрата и сейма Галиции.
Когда в 1893 году образовалось коалиционное правительство Виндишгреца, Мадейский-Порай стал в нём министром народного просвещения и духовных дел. В 1899 был назначен членом Палаты господ.
Написал ряд сочинений по праву и политическую брошюру о государственном языке в Австрии: «Die deutsche Staatssprache» (Вена, 1884).